# Dumitru Pârvulescu
Dumitru Pârvulescu  (n. 14 iunie 1933, București, România – d. 9 aprilie 2007, București, România) a fost un luptător român, laureat cu aur la Jocurile Olimpice de vară din 1960 de la Roma și cu bronz la cele din 1964 de la Tokyo. A fost și vicecampion mondial în 1961.

## Carieră
S-a apucat de luptele greco-romane din copilărie, în paralel cu boxul, din cadrul clubului „Vulturii” din Lugoj. Apoi a activat la Știința București, sub conducerea lui Petrică Ioanițescu, și pe urmă la Steagul Roșu Brașov, pentru a se stabili definitiv la Steaua București. 
La vârsta de 19 ani și-a făcut debutul olimpic la ediția din 1952 de la Helsinki, dar a fost eliminat în turul întâi. În anul următor s-a apropiat de podium la Campionatul Mondial de la Napoli, clasându-se pe locul 4. A ocupat același loc și la Jocurile Olimpice din 1956 de la Melbourne. La ediția din 1960 de la Roma a obținut prima medalie de aur olimpică din istoria luptelor romanești. În anul următor a devenit vicecampion mondial. Nu a putut să-și apere titlul olimpic la ediția din 1964 de la Tokyo, mulțumindu-se cu bronzul.
După ce s-a retras din activitate competițională a devenit antrenor la cluburile bucureștene Progresul, Vulcan și Steaua. Printre elevi săi s-au numărat campionii olimpici Constantin Alexandru și Vasile Andrei. Pentru realizările sale a fost numit maestru emerit al sportului și a primit Ordinul Național „Pentru Merit” în grad de ofițer.
A murit în anonimat, în 2006 sau în 2007, potrivit surselor. Fiind despărțit de soție, el trăia singur într-o garsonieră și aruncase toate medaliile, diplomele și cupele.

## Distincții
- Medalia Muncii (18 decembrie 1956) „pentru merite deosebite in pregătire și pentru rezultatele obținute la cea de a XVI-a ediție a jocurilor olimpice care au avut loc la Melbourne”[9]